# Colin Muir Barber
Sir Colin Muir Barber, britanski general, * 1897, † 1964.